# Сикорский, Томаш
Томаш Сикорский (пол. Tomasz Sikorski; 19 мая 1939, Варшава — 12 ноября 1988, там же) — польский композитор и музыкант-пианист. Сын теоретика и композитора Казимежа Сикорского (1895—1986).

## Биография
Музыкальное образование получил в 1956—1963 годах в варшавском музыкальном университете им. Шопена под руководством отца К. Сикорского (композиция) и З. Джевецкого (фортепиано), где сам в 1963—1968 годах вёл преподавательскую деятельность.
В 1961—1963 годах работал в Экспериментальной студии Польского радио.
В 1965 году в Париже учился у Н. Буланже.
В 1962 году получил награду на конкурсе Союза молодых композиторов. С 1964 года — член Союза польской композиторов (в 1973—1975 годах — член руководящего Совета), в 1966—1974 годах работал в репертуарной комиссии Международного Фестиваля Современной Музыки «Варшавская осень».
Известен как талантливый пианист (сотрудничал со многими музыкальными коллективами, в частности, «Warszrat Muzyczny» и «Ad Novum»).

## Творчество
Томаш Сикорский — первый представитель минимализма в польской музыке 70-х годов и 80-х годов XX века. Сикорский стал в 1990-е годы почти культовой фигурой в среде молодежи, заинтересованной в современной музыке. Особую ауру вокруг его музыки создало то, что вдохновение в музыке он черпал от философии С. Кьеркегора, Х. Борхеса и экзистенциалистов.

## Избранные сочинения
- Антифоны (пол. Antyfony) для сопрано, фортепиано, валторны, колокольчиков, 2-х гонгов, 2-х там-тамов и магнитофонной ленты (1963)
- Concerto breve для фортепиано, 24 духовых и ударных инструментов (1965)
- Без названия (пол. Bez tytułu) для фортепиано и 3 любых инструментов (1972)
- Приключения Синдбада-морехода (пол. Przygody Sindbada żeglarza), радиоопера (1972)
- Музыка издалека (пол. Muzyka z oddali) для хора, фортепиано, духовых и ударных инструментов (1974)
- Одиночество звуков (пол. Samotność dźwięków) для магнитофонной ленты (1975)
- Болезнь к смерти (пол. Choroba na śmierć) для чтеца, 2 фортепиано, 4 труб и 4 валторн (1976, на слова из одноимённой книги С. Кьеркегора)
- Музыка в полутени (пол. Muzyka w półcieniu) для фортепиано с оркестром (1978)
- Автограф (пол. Autograf) для фортепиано (1980)
- Автопортрет (пол. Autoportret) для оркестра (1983)
- Рондо для клавесина (1984)
- Молчание сирен (пол. Milczenie syren) для виолончели соло (1986)